# Глибоке (Олександрійський район)
Глибóке (початково — хутір Ломаковський, Михайлівка) — село в Україні, у Приютівській селищній громаді Олександрійського району Кіровоградської області. Населення становить 45 осіб. Орган місцевого самоврядування — Приютівська селищна рада.

## Населення
Згідно з переписом УРСР 1989 року чисельність наявного населення села становила 49 осіб, з яких 21 чоловік та 28 жінок.
За переписом населення України 2001 року в селі мешкало 45 осіб.

### Мова
Розподіл населення за рідною мовою за даними перепису 2001 року:
| Мова       | Відсоток |
| ---------- | -------- |
| українська | 97,78 %  |
| російська  | 2,22 %   |